# Iunmin
Iunmin (Iwn Mn.w, Pilar de Min), també transcrit Iuenmin, Minuen, va ser un príncep egipci i djati (visir) de la IV Dinastia. Possiblement era fill del rei Khefren. Va exercir de djati cap a finals de la dinastia, possiblement durant el regnat del seu germà Menkaure.

## Tomba
La tomba d'Iunmin es coneix com a G 8080 (= LG 92), situada al Camp Central de la necròpolis de Guiza. Va ser excavada per Selim Hassan entre el 1935 i el 1936. El nom de la seva dona, Khamerernebti, està registrat a la tomba. La llinda a l'entrada conté textos d'ofrena i el nom i els títols d'Iunmin.
| R23 | iwn |

| R23 | iwn |

Va ser excavada a la roca del penya-segat occidental, mentre que la capella i la façana les van fer de pedra calcària. El vestíbul d’entrada s'obre a la dreta en una petita anticàmera que conté dues falses portes sense inscripcions. Davant de les falses portes hi ha dues fosses funeràries (1547 i 1632).
Des del vestíbul d'entrada es penetra dins la tomba fins a l'entrada de la capella exterior. A l'esquerra d'aquesta capella exterior hi ha un passatge que condueix a un serdab que en el passat podria haver contingut estàtues de fusta, ja que s'hi van trobar aquí rastres de fusta en descomposició. Al terra hi ha una altra fossa (1551).
Des de la capella exterior, una porta dona a la capella interior. A la capella interior hi ha dos pilars. A l'esquerra hi ha una cambra amb una altra fossa funerària (1550), mentre que a la dreta hi ha una altra cambra amb una taula d'ofrena. Darrere dels pilars hi ha una altra petita cambra amb dues fosses funeràries més (1549 i 1687).

### Decoració
La sala amb pilars conté una escena que mostra Iunmin i la seva dona Khamerenebti davant una taula d’ofrenes. Iunmin és anomenat Príncep Hereditari, Primer jutge i visir, El més gran dels Cinc del temple de Thoth i Fill del Rei.

### Fosses funeràries
- 1547 - La fossa s'obre a una cambra funerària que conté un sarcòfag de pedra calcària blanca. El sarcòfag estava buit.

- 1632 - La fossa s'obre a una cambra funerària. Es va tallar un espai al terra i es va tapar amb una llosa de pedra calcària destinada a servir de tapa de sarcòfag. La cambra estava buida.

- 1550 - La fossa s'obre a una cambra funerària amb la caixa d'un sarcòfag excavat al terra. La terra de la fossa contenia ossos descompostos.

- 1551 - La fossa s'obre a una simple cambra tallada de roca. No s'hi va trobar res.

- 1549 - La fossa s'obre a una cambra funerària, però no s'hi va trobar res.

- 1687 - La fossa s'obre a una simple cambra tallada a la roca. En aquesta cambra s'hi van trobar ossos humans.[5]